# 言恭达
言恭达（1948年—），男，汉族，江苏常熟人，中华人民共和国书法家，一级美术师，中国书法家协会副主席、中国民主促进会江苏省委副主委、江苏省文联副主席。

## 生平
2008年，当选第十一届全国政协委员，代表中国民主促进会，分入第九组。

## 作品
南京地铁3号线除南京南站外所有车站大字壁均为言恭达所题写。

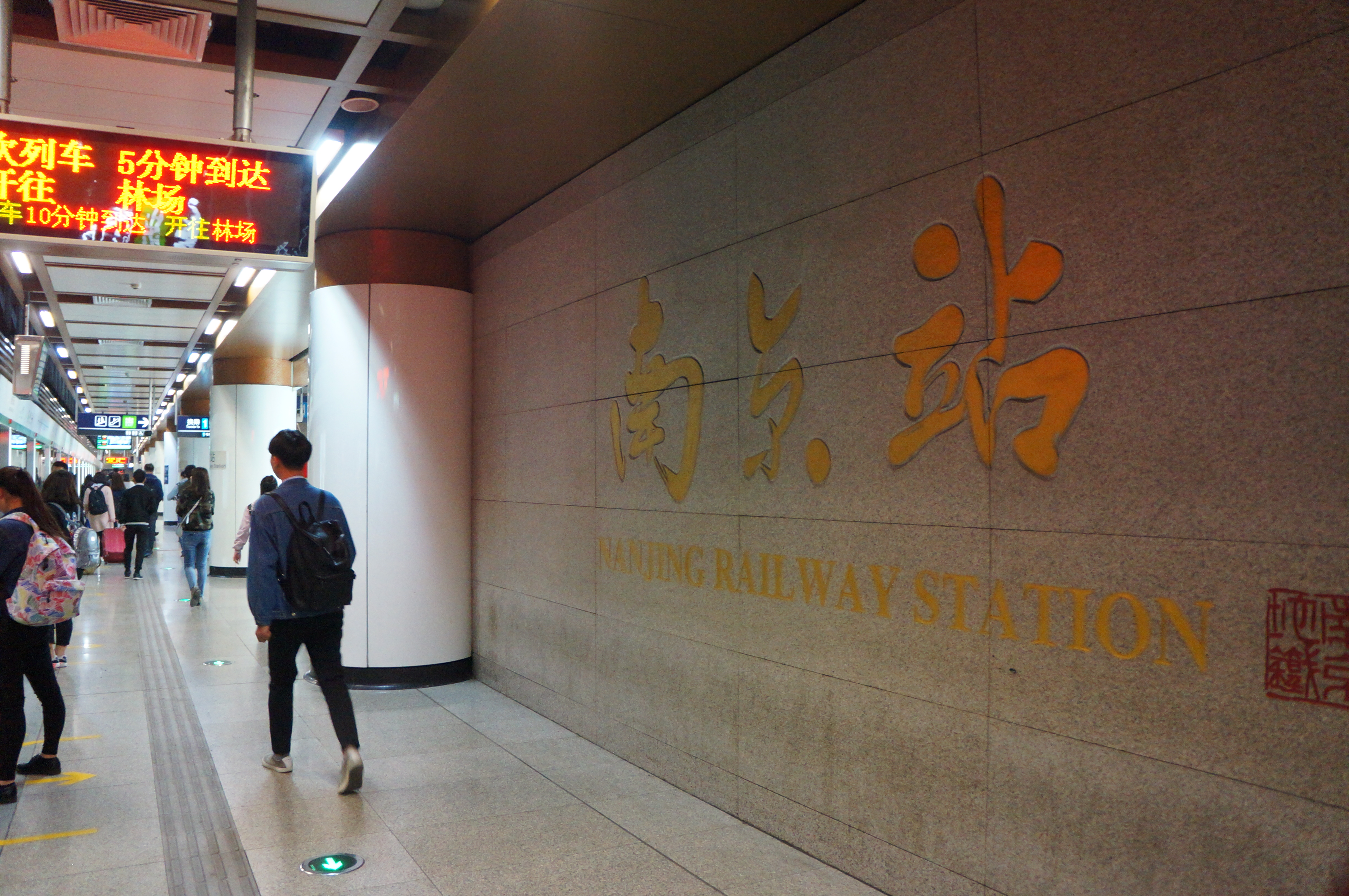
南京站
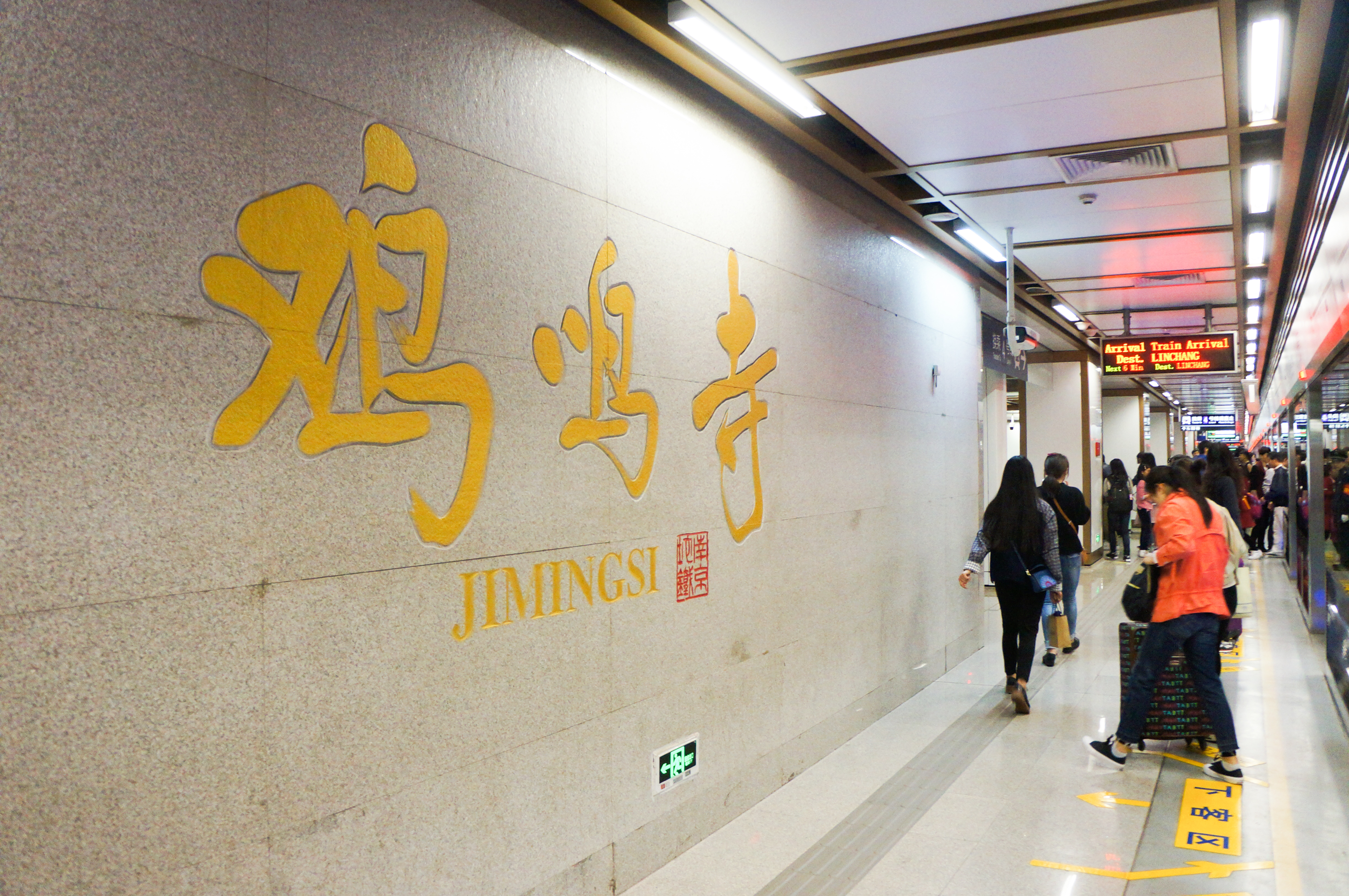
鸡鸣寺站
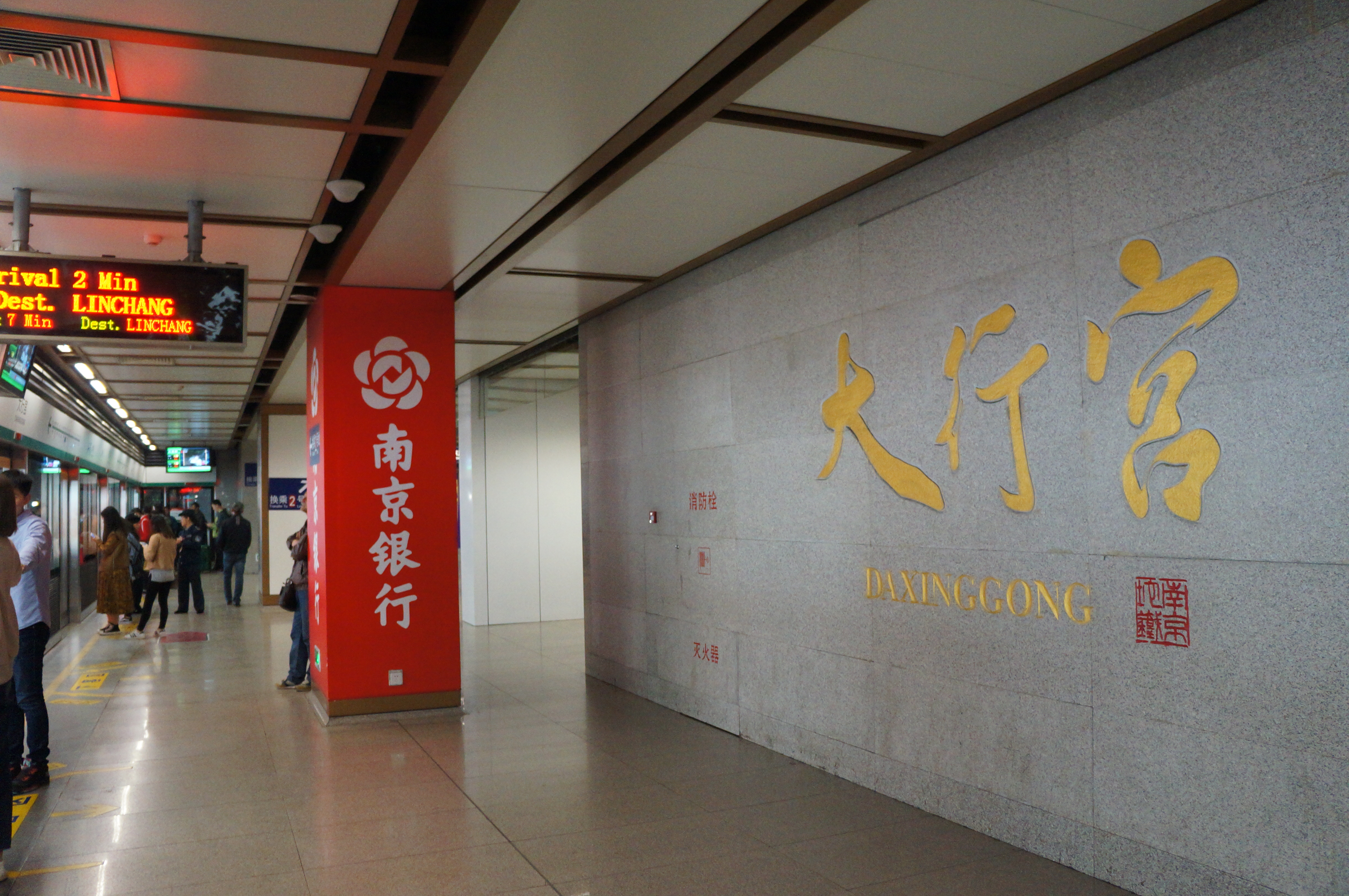
大行宫站
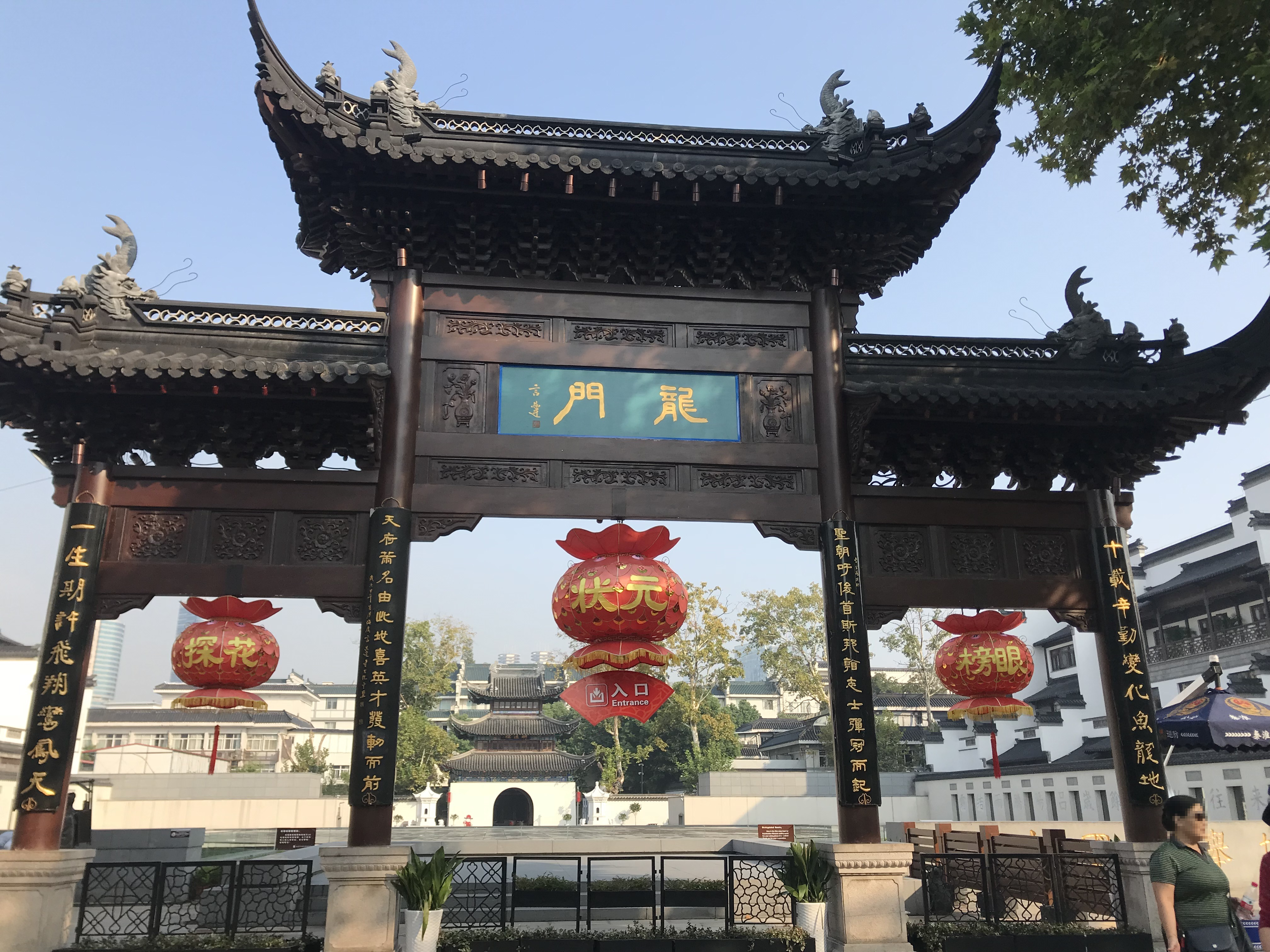
2018年，江南贡院明远楼前牌坊匾额按历史原貌调整，翁同龢所书江南贡院四字匾额被调至牌坊另一面，新匾额为言恭达所书龙门二字[3]。